# Borås rådhus

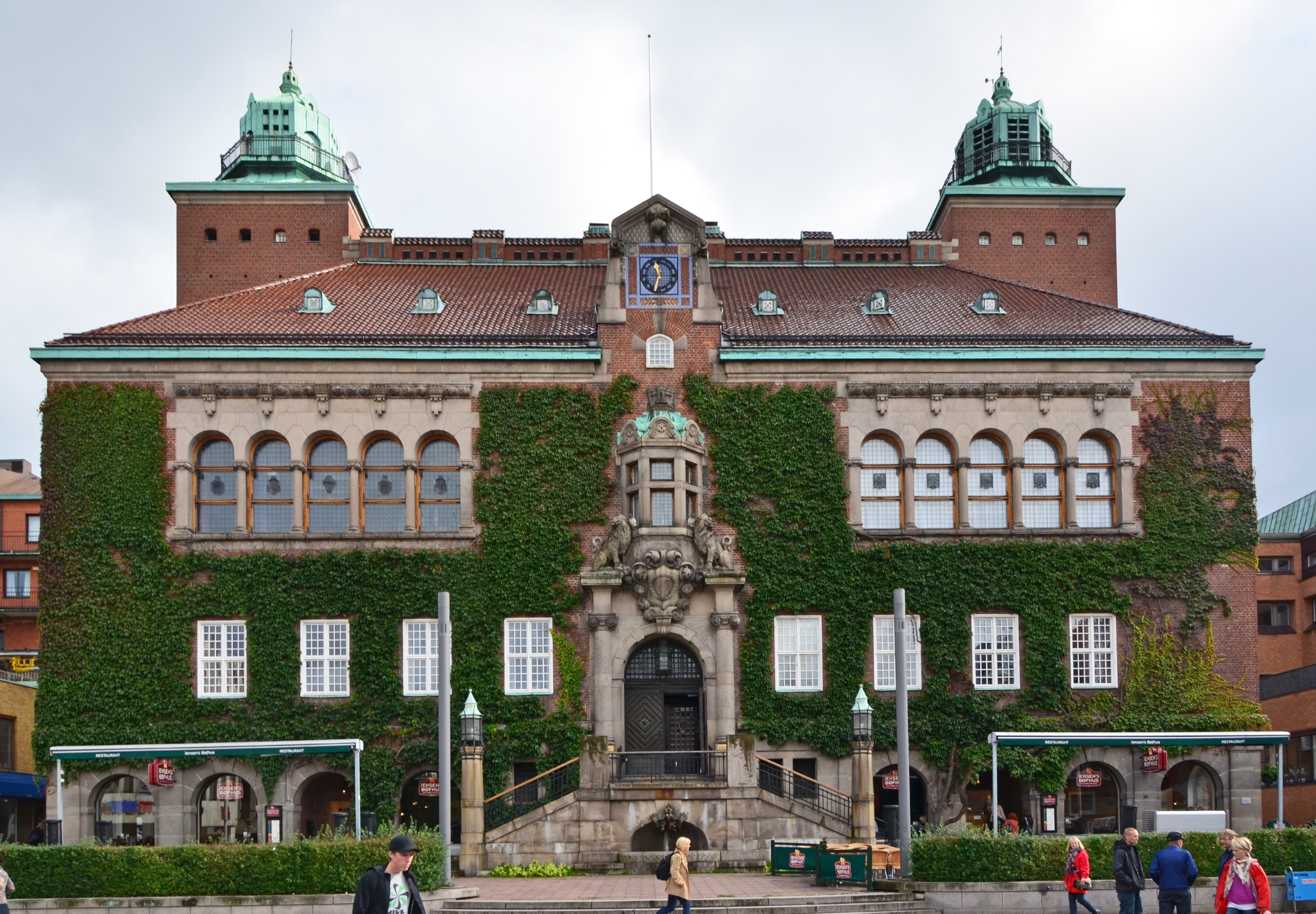
Borås rådhus.

Borås rådhus är en praktfull byggnad belägen vid Stora torget i Borås och säte för Borås tingsrätt. 
Huset ritades i en nationalromantisk stil av arkitekterna Ivar Tengbom och Ernst Torulf och invigdes 7 mars 1910. Byggherre var Borås stad och ordförande i rådhusbyggnadskommittén var Sven Sandwall. 1944 fick rådhuset ett klockspel efter en donation.  
Byggnaden innehöll från början som brukligt var, såväl kommunal förvaltning som polis och domstol.
1957 flyttade kommunalförvaltningen till det nyinvigda Stadshuset och rådhusrätten kunde alltmer ta huset i anspråk. Den tidigare fullmäktigesalen blev till exempel tingssal. 
1966 flyttade polisväsendet till sina nuvarande större och modernare lokaler på Yxhammarsgatan. Vid tingsrättsreformen i Sverige samma år blev även domstolsväsendet en helt statlig angelägenhet och av rådhusrätten blev Borås tingsrätt.

## Bilder

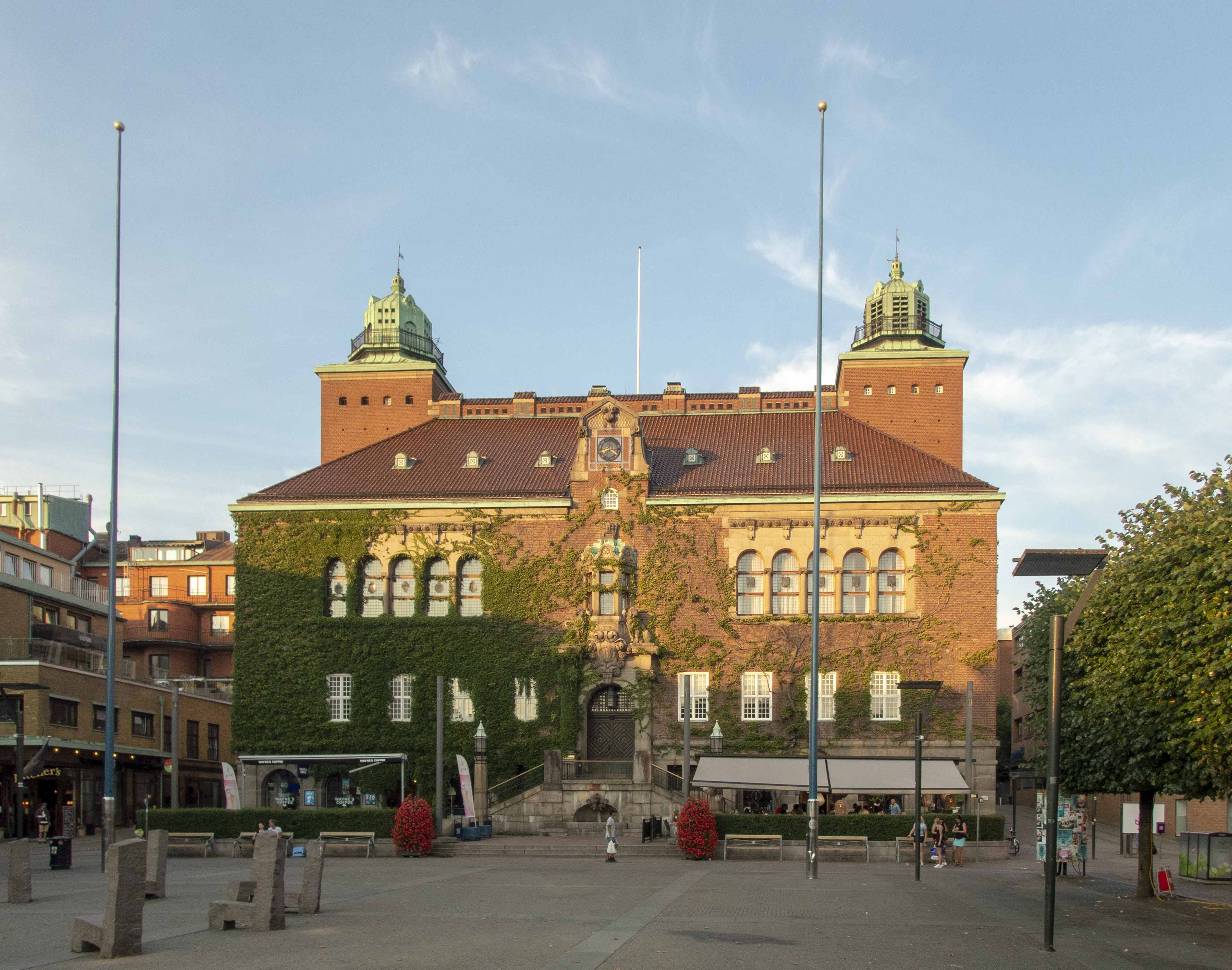
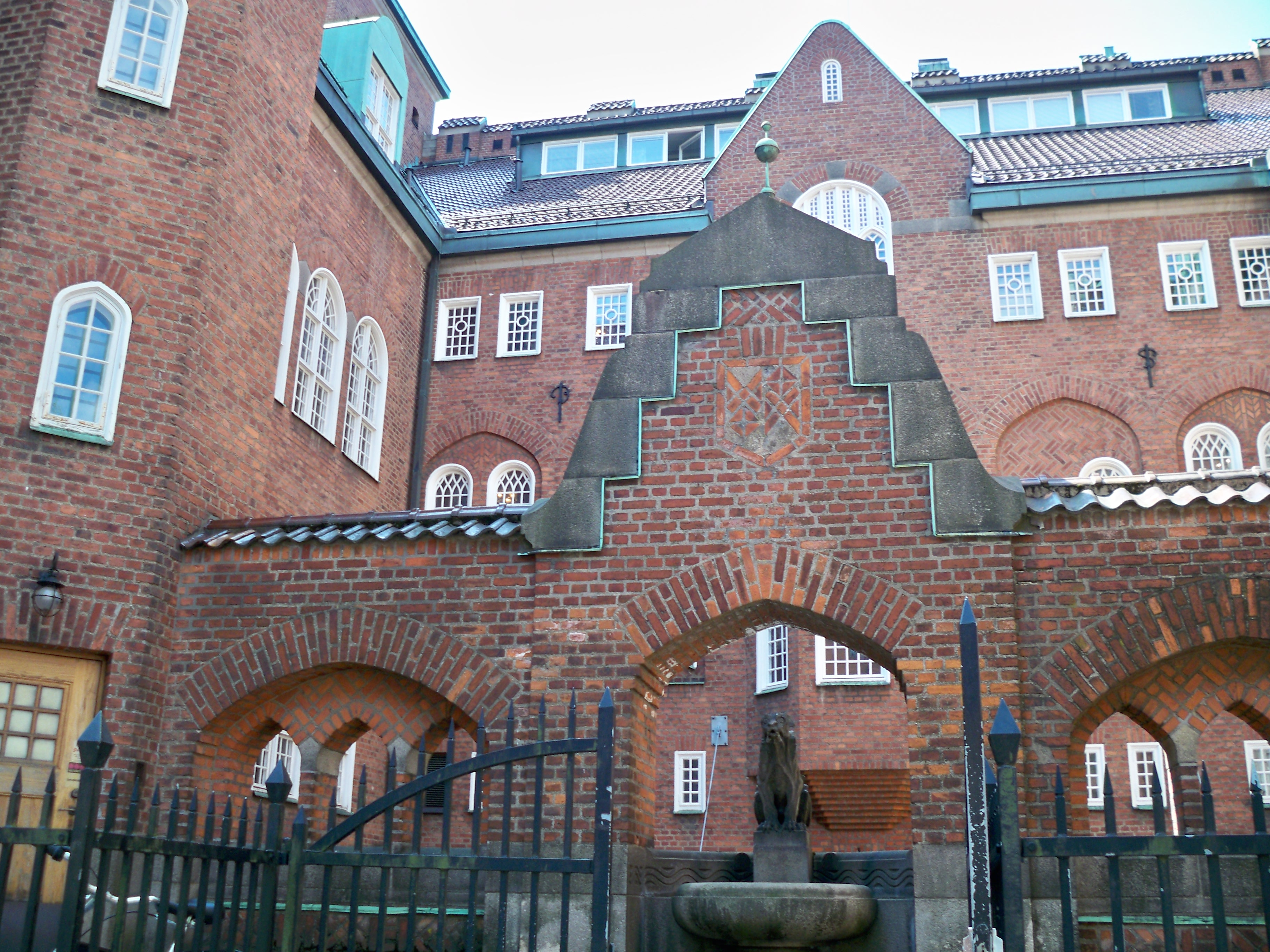
Mot Allégatan på baksidan var polisstationens ingång 1910-1966.
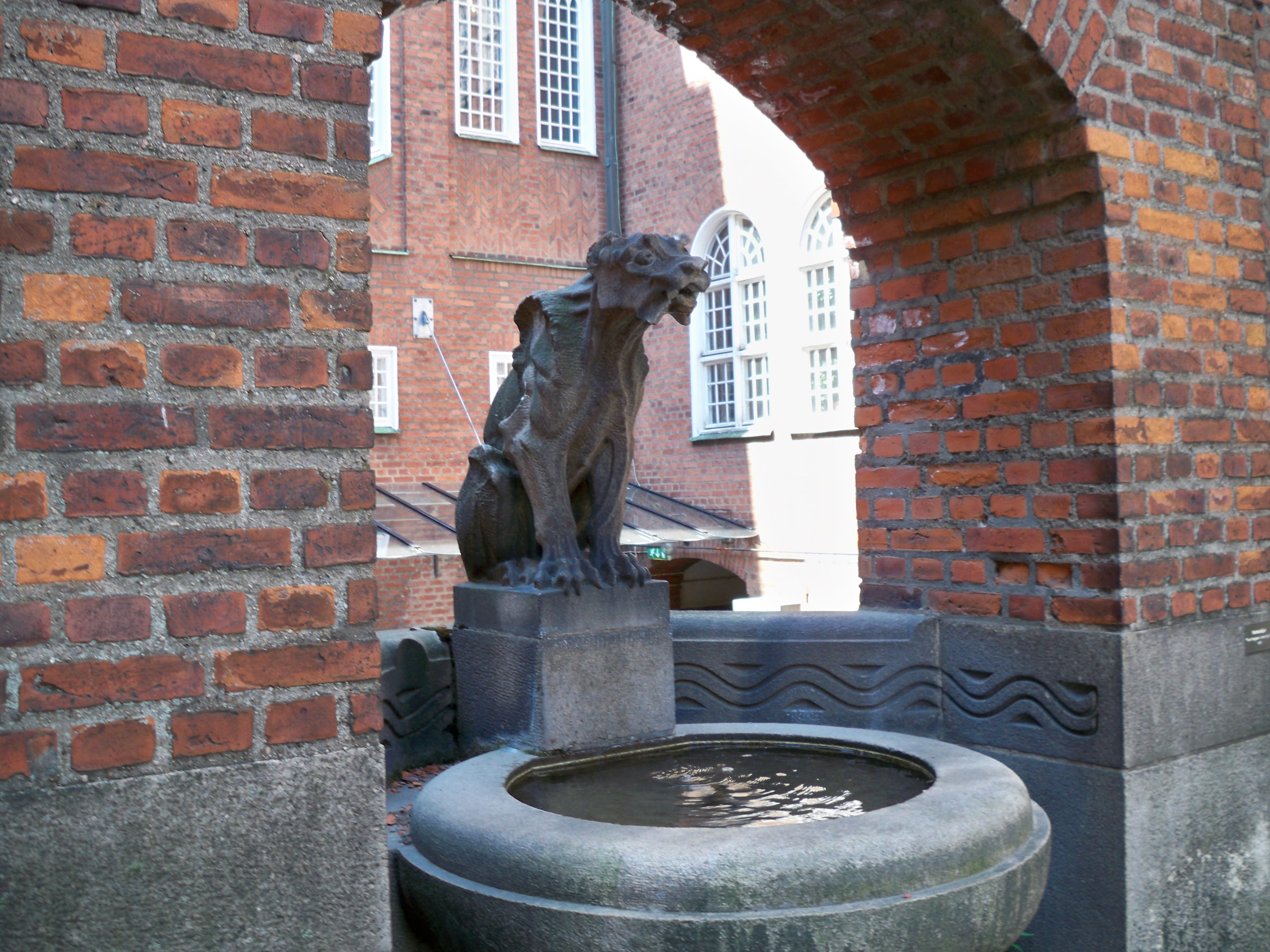
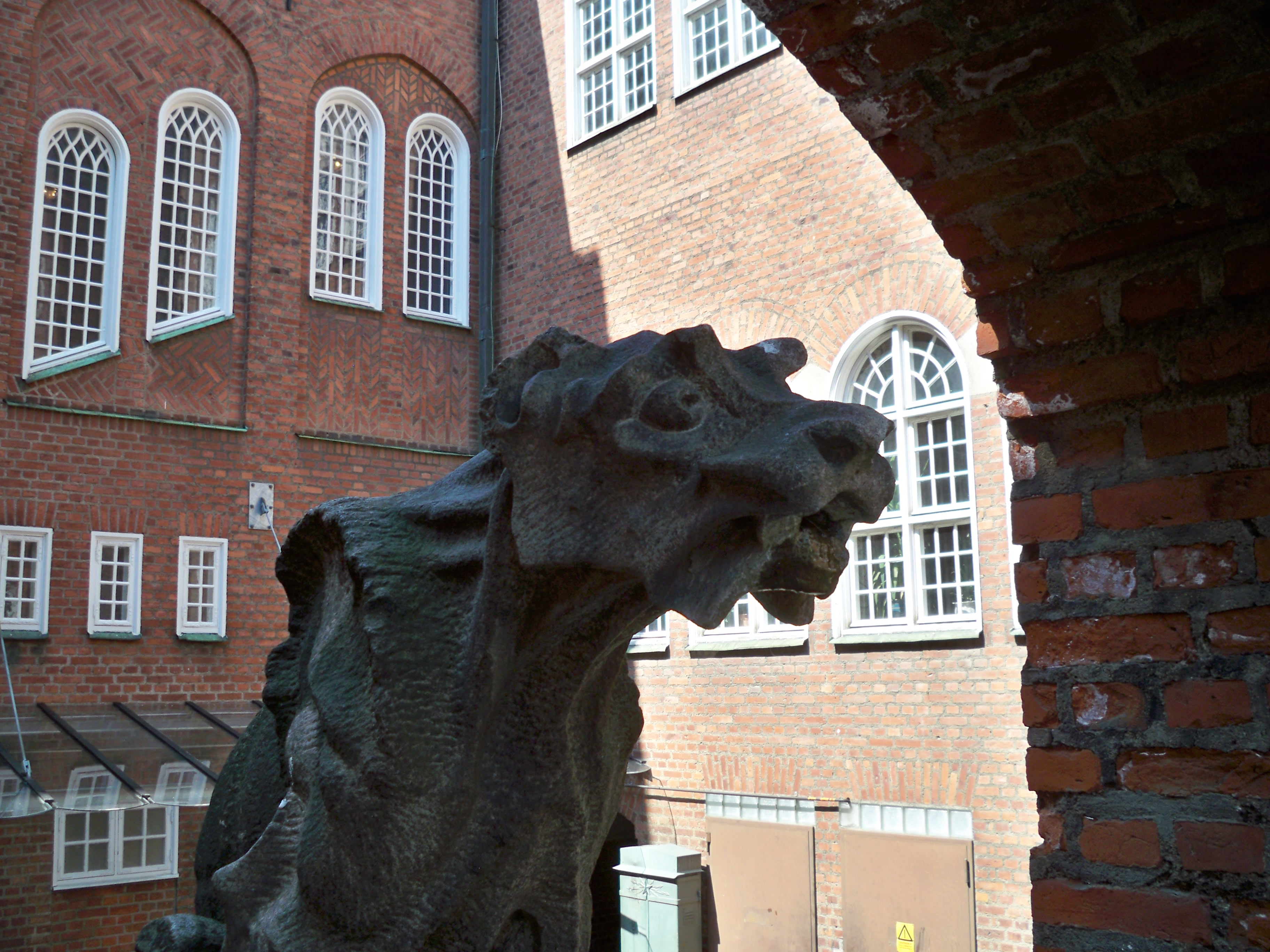
"Fantasidjur" kallas denna skulptur gjord av de båda arkitekterna 1910.

## Fotnoter
1. ↑  Borås stad i årtal